# Чемпионат СССР по тяжёлой атлетике 1966
41-й чемпионат СССР по тяжёлой атлетике прошёл с 14 по 18 мая 1966 года в Новосибирске (РСФСР). В нём приняли участие 98 атлетов, которые были разделены на 8 весовых категорий и соревновались в троеборье (жим, рывок и толчок).

## Медалисты
| Категория                         | Золото                                    | Золото                       | Серебро                                    | Серебро                      | Бронза                                       | Бронза                       |
| До 56 кг (легчайший вес)          | Алексей Вахонин «Труд» Шахты              | 342,5 кг (105 + 100 + 137,5) | Геннадий Четин Вооружённые Силы Пермь      | 342,5 кг (107,5 + 105 + 130) | Геннадий Якунин «Динамо» Пенза               | 325 кг (92,5 + 102,5 + 130)  |
| До 60 кг (полулёгкий вес)         | Евгений Минаев Вооружённые Силы Москва    | 357,5 кг (115 + 105 + 137,5) | Владимир Ли «Спартак» Фрунзе               | 352,5 кг (115 + 102,5 + 135) | Евгений Соловьёв «Буревестник» Москва        | 352,5 кг (105 + 107,5 + 140) |
| До 67,5 кг (лёгкий вес)           | Евгений Кацура Вооружённые Силы Москва    | 417,5 кг (137,5 + 120 + 160) | Николай Ногайцев «Динамо» Москва           | 407,5 кг (130 + 125 + 152,5) | Пётр Король «Динамо» Львов                   | 400 кг (125 + 115 + 160)     |
| До 75 кг (полусредний вес)        | Виктор Куренцов Вооружённые Силы Москва   | 435 кг (135 + 132,5 + 167,5) | Вячеслав Козлов «Локомотив» Уфа            | 435 кг (142,5 + 125 + 167,5) | Владимир Каплунов Вооружённые Силы Хабаровск | 427,5 кг (140 + 125 + 162,5) |
| До 82,5 кг (средний вес)          | Григорий Кочиев «Спартак» Тбилиси         | 460 кг (150 + 130 + 180)     | Сакен Шарипов Вооружённые Силы Москва      | 457,5 кг (142,5 + 140 + 175) | Рудольф Шум Вооружённые Силы Хабаровск       | 455 кг (140 + 137,5 + 177,5) |
| До 90 кг (полутяжёлый вес)        | Эдуард Бровко «Спартак» Днепропетровск    | 475 кг (152,5 + 140 + 182,5) | Яан Тальтс Вооружённые Силы Киев           | 475 кг (152,5 + 140 + 182,5) | Евгений Степанченко «Локомотив» Алма-Ата     | 465 кг (150 + 137,5 + 177,5) |
| До 102,5 кг (тяжёлый вес)         | Николай Мироненко Вооружённые Силы Москва | 490 кг (170 + 145 + 175)     | Александр Джеджелава «Колмеурне» Тбилиси   | 477,5 кг (160 + 140 + 177,5) | Валерий Семеняко «Труд» Калининград          | 467,5 кг (140 + 147,5 + 180) |
| Свыше 102,5 кг (супертяжёлый вес) | Виктор Андреев «Труд» Чебоксары           | 525 кг (175 + 147,5 + 202,5) | Станислав Батищев «Буревестник» Кривой Рог | 522,5 кг (170 + 157,5 + 195) | Геннадий Рябоконь «Спартак» Витебск          | 497,5 кг (165 + 142,5 + 190) |